# فوشين
الـفوشين أو هيدروكلوريد الروزالينين أو فوكسين قاعدي فوشين : وهو صبغ أرجواني له الصيغة الكيميائية C20H20N3·HCl.

وهناك عدة عشرات من المرادفات الأخرى لهذا الجزيء، والعديد من الإيزوميرات الكميائية التي تباع كـفوشين. 
 
يتحول للون القرمزي عندما يذوب _الملح منه_ في الماء ويكوّن بلورات خضراء داكنة. 

و أحياناً يُستخدم الفوشين كمطهر للمناطق الملوثة بالبكتيريا.

## خصائص
- صيغة جزيئية : C20H20N3·HCl
- الكتلة المولية : 337.86 g/mol) hydrochloride)
- نقطة الانصهار : 200 °C
- الذوبانية في الماء : 2650 mg/L) 25 °C)

## الفوشين الحمضي
هو خليط من الإيزوميرات من اصباغ الفوشين الأساسية وتخليث هذه الإيزوميرات يكون عن طريق تعديل موضع مجموعة السلفونيك. 

## الفوشين القاعدي
هو خليط من :الروزانيلين rosaniline والفوشينnew fuchsine II والباراروزانيلين pararosaniline والماجنتاMagentaII II